# Ricardo de Mediavilla
Ricardo de Mediavilla, también conocido como Richardus de Mediavilla, Ricardo de Middletown o Richard de Middletown (c. 1249 – 1308) fue un sacerdote franciscano, llamado «doctor solidus», maestro y escritor, filósofo y teólogo, que floreció en la segunda mitad del siglo XIII. Estudió en la Escuela franciscana de Oxford y forma parte de la Escuela franciscana de París.

## Biografía
Tenemos muy pocos datos de su vida. Desconocemos dónde y cuándo nació y murió, si es inglés (Middletown) o francés (Menneville o Moyeneville), aunque parece más probable lo primero. Algunos autores indican como fecha probable de su nacimiento el año 1249. Nada sabemos de su juventud y desconocemos el lugar y fecha de su ingreso en la Orden franciscana. Realizó en Oxford sus primeros estudios, derecho canónico y ciencias experimentales. En 1278 o 1279 pasa a estudiar teología en París, donde obtiene el título de bachiller y de maestro en teología, y a partir de 1284 es maestro regente de la cátedra de los franciscanos.
Es un profesor que participa activamente en las controversias culturales de su tiempo, no sólo frente a la famosa condena de 1277, sino también en las discusiones entre el tomismo y la filosofía franciscana. Aunque Ricardo es fiel a las tesis bonaventurianas, no es una inteligencia fácilmente sumisa, pues a veces las critica, a veces las matiza, a veces se separa de ellas y se acerca al tomismo. Es muy probable que conociera a Roger Bacon y, como él, se sintiera atraído por las ciencias experimentales. Es uno de los maestros a quienes el General de la Orden encomendó el examen de las doctrinas de Pedro Juan Olivi. En 1286 dejó la enseñanza porque fue enviado a Nápoles como preceptor de los hijos de Carlos II de Sicilia, entre ellos san Luis de Anjou, junto a Francisco de Mayronis. Es dudoso que Ricardo los acompañara cuando estuvieron como rehenes en Barcelona, donde permanecieron hasta 1295. Su muerte suele situarse entre 1300 y 1308.

## Obras
Las principales obras de Ricardo de Mediavilla son: Comentario a las Sentencias, Cuestiones disputadas, tres Quodlibetos, Quaestio de gradibus formarum, Postillae a los evangelios y a las cartas de san Pablo. Ricardo es un espíritu penetrante y sin prejuicios, que ha recibido con agrado el ascendiente del tomismo y que sabe pensar de manera personal. Tiene un espíritu abierto y conciliador, aunque, como dice Hocedez, tiende a seguir generalmente la opinión común y tradicional como la más segura. Siguiendo la tradición franciscana, sostiene la imposibilidad de la creación desde toda la eternidad, la composición hilemórfica universal de los seres creados, la pluralidad de formas y el primado de la voluntad sobre el entendimiento. El entendimiento es como el siervo que alumbra, con su luz, el camino del señor. La voluntad es capaz de autodeterminación y puede ir en contra del juicio del entendimiento. La voluntad, facultad del amor, orienta la razón hacia su bien. La voluntad es superior a la razón como el amor es superior al conocer, ya que el bien es más sublime que el ser y que lo verdadero. Ese primado de la voluntad se manifiesta en una actividad que es libre por esencia y que quiere necesariamente sin ser coaccionada por otra facultad. Por otra parte, para P. Duhem, Ricardo es un precursor de la ciencia moderna. El pensamiento filosófico de Ricardo representa sin duda una etapa hacia el escotismo, que se abrió al aristotelismo, pero ciertamente no fue nominalista.